# World Series 1958
Die World Series 1958 war die 57. Auflage des Finals der Major League Baseball. Es standen sich die Meister der American League, die New York Yankees, und der Champion der National League, die Milwaukee Braves, gegenüber. Die Best-Of-Seven-Serie startete am 1. Oktober und endete nach sieben Spielen am 9. Oktober 1958. Sieger nach sieben Spielen wurden die New York Yankees.
Als MVP der Serie wurde der Pitcher der Yankees, Bob Turley, ausgezeichnet.

## Übersicht der Spiele
| Spiel | Datum      | Gast             | Score | Heim             | Score | Gesamtstand (NYY-MIL) | Ballpark                 | Zuschauer |
| ----- | ---------- | ---------------- | ----- | ---------------- | ----- | --------------------- | ------------------------ | --------- |
| 1     | 1. Oktober | New York Yankees | 3     | Milwaukee Braves | 4     | 0–1                   | Milwaukee County Stadium | 46.367    |
| 2     | 2. Oktober | New York Yankees | 5     | Milwaukee Braves | 13    | 0–2                   | Milwaukee County Stadium | 46.367    |
| 3     | 4. Oktober | Milwaukee Braves | 0     | New York Yankees | 4     | 1–2                   | Yankee Stadium           | 71.599    |
| 4     | 5. Oktober | Milwaukee Braves | 3     | New York Yankees | 0     | 1–3                   | Yankee Stadium           | 71.563    |
| 5     | 6. Oktober | Milwaukee Braves | 0     | New York Yankees | 7     | 2–3                   | Yankee Stadium           | 65.279    |
| 6     | 8. Oktober | New York Yankees | 4     | Milwaukee Braves | 3     | 3–3                   | Milwaukee County Stadium | 46.367    |
| 7     | 9. Oktober | New York Yankees | 6     | Milwaukee Braves | 2     | 4–3                   | Milwaukee County Stadium | 46.367    |